# Odontolabis gazella
Odontolabis gazella is een keversoort uit de familie vliegende herten (Lucanidae). De wetenschappelijke naam van de soort is voor het eerst geldig gepubliceerd in 1787 door Fabricius.